# Evangelios apócrifos

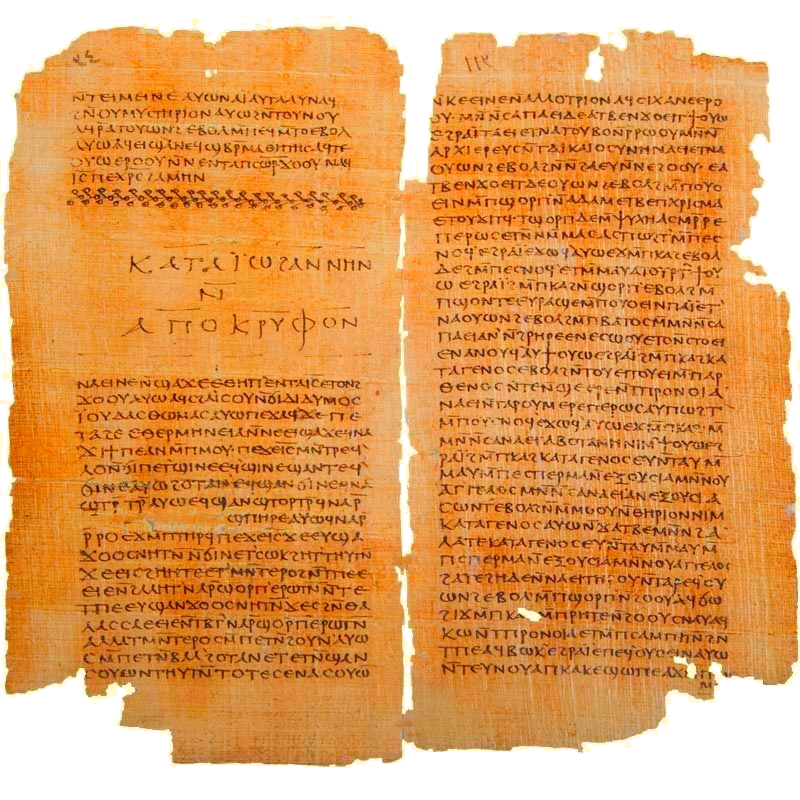
Imagen del códice II de Nag Hammadi, que muestra el final del evangelio apócrifo de Juan y el comienzo del evangelio de Tomás.

Los evangelios apócrifos o extra canónicos son los escritos surgidos en los primeros siglos del cristianismo en torno a la figura de Jesús de Nazaret que no se incluyeron ni se aceptaron en el canon de las versiones más antiguas de la Biblia usadas por distintos grupos de cristianos, como la Iglesia católica, la Iglesia ortodoxa, la Comunión anglicana y las Iglesias protestantes.
El término apócrifo (griego: ἀποκρύπτω [apocrýptō] > ἀπόκρυφος [apókryphos]), que originalmente significaba «ocultar lejos» y luego fue derivando en «oculto», «oscuro», se ha utilizado a través de los tiempos para hacer referencia a algunas colecciones de textos y de escritos religiosos sagrados surgidos y emanados en contextos judíos o cristianos. Con él se califican una cantidad de libros que las iglesias cristianas de los primeros siglos no reconocieron como parte de la Sagrada Escritura pero que se presentan con nombres o características que los hacen aparecer como si fueran libros canónicos.
Cuestión distinta es la de si un determinado escrito, forme o no parte de la Biblia, se considera o no un libro inspirado. Cuando un determinado escrito o libro merece considerarse como formando parte de la Biblia, se dice que es «canónico». El canon consiste en un elenco de los escritos bíblicos. Católicos, cristianos no católicos y judíos tienen distintos cánones. Cuando el carácter canónico de un escrito se reconoce tardíamente se dice que es «deuterocanónico». En ocasiones un libro puede ser simultáneamente apócrifo y no canónico. Tal sucede, por ejemplo, con el Evangelio según Felipe: ni Felipe es realmente su autor ni se considera que forme parte de la Biblia. Cuestiones distintas son las de si El Libro de la Sabiduría fue o no escrito por Salomón y la de si forma o no forma parte de la Biblia.

## Diferencias entre los evangelios canónicos y apócrifos

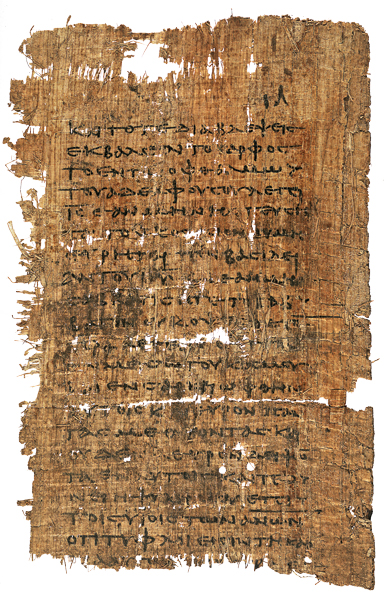
Papiro de Oxirrinco 1. Es un fragmento de papiro con dichos o pronunciamientos (logia) escritos en griego que el autor pone en labios de Jesús. Fue descubierto por Grenfell y Hunt en 1897 y está datado de la primera mitad del siglo III. Se considera una sección del apócrifo evangelio de Tomás.

A los evangelios apócrifos se les dio el nombre de evangelios por su aspecto, similar al de los cuatro evangelios admitidos en el canon del Nuevo Testamento. Sin embargo, difieren de los evangelios hoy llamados «canónicos» en su estilo y en su contenido y se desestimaron abrupta o progresivamente por las comunidades cristianas para el anuncio de la «buena noticia» (significado etimológico del término «evangelio»).

### Estilo y contenido en general
Algunos de los Evangelios apócrifos surgieron en comunidades gnósticas y contienen «palabras ocultas» (en griego, ἀπόκρυφος [apókryphŏs]) al entendimiento de la mayoría, quizá con la finalidad de dar apoyo a sus doctrinas cuando estas no estaban en total acuerdo con los materiales canónicos, incluidos hoy en la Sagrada Escritura. Estos mensajes ocultos entre los discursos atribuidos a Jesús estaban reservados a los iniciados en esas comunidades. Aunque en principio se calificó como «apócrifo» únicamente a este tipo de escritos, se extendió posteriormente esta valoración a todos los materiales que no se incluyeron en el canon del Nuevo Testamento, independientemente de su finalidad, oculta o no.
Según el Diccionario de la lengua española (Real Academia Española), «apócrifo» significa «fabuloso», «supuesto» o «fingido». En nuestros días, la acepción más utilizada para el término «apócrifo» presenta una connotación de falsedad. Por tal motivo, se ha empezado a llamar también a esos escritos «evangelios extra canónicos», para evitar la evocación de algo falso, siendo que las Iglesias cristianas históricas consideran que son materiales no inspirados por Dios, aunque no por eso carentes de valor.
Los evangelios denominados «canónicos» conservan el estilo propio de una predicación apostólica templada, carente de adornos. Algunos autores redactaron otros escritos distintos de los evangelios resultantes de aquella predicación apostólica. En los evangelios apócrifos se pueden encontrar relatos resultantes de abundante fantasía (en algunos de ellos, Jesús realiza milagros mucho más numerosos y extravagantes), doctrinas diferentes de las transmitidas en los evangelios canónicos y enseñanzas misteriosas reservadas a unos pocos. Las Iglesias cristianas históricas consideraron que estos escritos son el resultado de una incorrecta comprensión de lo que significa la palabra «evangelio». 
En general, se observa en los «evangelios canónicos» un estilo más sobrio que en los «evangelios apócrifos». Varios apócrifos ya no fueron aceptados por las primeras comunidades cristianas.Por este motivo y con mucha de los anteriores factores, los evangelios denominados «canónicos» fueron los más usados y extendidos en la liturgia primitiva. Esto sería el primer paso, aunque no de manera consciente y premeditada, de la formación posterior del canon.

### Autoría
A diferencia de los evangelios canónicos, cuyos escritores apenas señalan su autoría de los escritos, los autores de cada uno de los evangelios apócrifos destacan muchas veces la presunta autoría del escrito por algún personaje distinguido de la comunidad (Pedro, Felipe, Santiago, María Magdalena, Tomás, etc.) buscando un respaldo en ese nombre.

## Evangelios apócrifos
El término apócrifos, lejos de referirse a las consabidas acepciones adversas negativas que tiene, es una expresión que reviste otro carácter: se trata de textos cuyo acceso fue oculto, vedado, denegado ante las grandes masas de cristianos católico-ortodoxos, escritos revestidos en un aura de magia y misticismo.[cita requerida]
Se trata de otras palabras y enseñanzas de Jesús atribuidas a siete de los doce discípulos de Cristo: Felipe, Tomás, Bartolomé, Andrés (hermano de Simón Pedro), Judas Iscariote, Simón el Zelote y Jacobo, hijo de Zebedeo, conocido como Santiago el Mayor (hermano de Juan). De acuerdo con esta teoría, en los textos del Nuevo testamento solo aparecen compilados documentos escritos por cinco de estos doce discípulos: Mateo, Juan (hermano de Jacobo hijo de Zebedeo, conocido como Santiago el Mayor), Simón Pedro (hermano de Andrés), Judas Tadeo y su hermano Jacobo, hijo de Alfeo, conocido como  Santiago el Menor. Se trata de escritos que alegan ser las enseñanzas ocultas de los restantes apóstoles y cuyo contenido no respalda las ideas mesiánicas comúnmente aceptadas por grupos de cristianos. Esta teoría no tiene hoy en día aceptación ninguna por falta de pruebas y de confirmación mínimamente fiable; más bien, todo indica a que es una invención moderna.
Los Evangelios apócrifos constan de varios evangelios, vidas de los apóstoles y otros personajes tanto bíblicos como históricos. Algunos de ellos fueron escritos evidentemente por autores gnósticos. Otros evangelios y textos de sectas tanto cristianas como judías también fueron escritos en la época pero ya eran conocidos desde entonces. Otros muchos de estos textos se descubrieron durante los siglos XIX y XX, generando una intensa oleada de especulaciones en torno a su importancia en los inicios del cristianismo entre algunos autores.[cita requerida]
Si bien los protestantes, los católicos y los ortodoxos están mayormente de acuerdo acerca de qué libros deben incluirse en el canon del Nuevo testamento, la Iglesia ortodoxa etíope solía incluir las epístolas I y II de Clemente y al Pastor de Hermas. A su vez, otras iglesias, como la Copta, tenían en sus pasajes escritos que describían la niñez de Jesús.[cita requerida]
Lutero consideraba apócrifa a la epístola de Santiago y dudaba y cuestionaba su autoría a manos de cualquiera  y de los dos apóstoles llamados por el nombre de Jacobo o Santiago, que algunos atribuyen a otro Jacobo, Santiago el Justo. También porque la epístola contiene una declaración que contradice aparentemente las enseñanzas de Lutero de la salvación solo por la fe: la «fe sin obras está muerta» (2:26). Lutero, en su propia edición de la Biblia, degradó y relegó al nivel de unos simples apéndices la Epístola de Santiago y otros tres documentos: la Epístola a los Hebreos, la Epístola de Judas y el libro de Apocalipsis.[cita requerida] Posteriormente se incluyeron estos libros con el canon protestante en su Nuevo Testamento, pero los colocaron después de esos libros. Por lo tanto, los libros del Nuevo Testamento luterano (al menos en alemán) están ordenados en forma diferente a otras Biblias protestantes.
Un libro apócrifo del Nuevo testamento bien conocido es el Evangelio de Tomás, el único texto completo que se encontró en cuevas próximas al pueblo egipcio de Nag Hammadi en 1945. Junto a este texto gnóstico, también otro evangelio propio de las corrientes gnósticas dentro del cristianismo de los primeros siglos, atribuido a Judas de Carioth, el Evangelio de Judas, generó expectativa entre los seguidores de estudios y cuestiones del judeocristianismo cuando se rescató, se reconstruyó y se presentó en 2006, en esfuerzo conjunto de Maecenas Foundation y National Geographic Society.[cita requerida]
Han ejercido y ejercen un enorme influjo en la piedad y en la iconografía cristianas. Entre las tradiciones conservadas únicamente en los apócrifos, se cuentan los nombres de los padres de María, (Joaquín y Ana), el episodio de la Presentación de la Virgen niña en el templo, el número y los nombres de los Reyes Magos (Melchor, Gaspar, Baltasar) y la presencia de un asno y un buey en el pesebre donde María dio a luz. Allí también se encuentran los nombres y las historias del Buen Ladrón (Dimas) y del Mal Ladrón (Gestas); la historia de Verónica (recogida inclusive en la devoción piadosa del Viacrucis, de tradición católica); el nombre de Longinos, el centurión que atravesó el costado de Jesús en la cruz; y la primera sugerencia explícita de la virginidad perpetua de María, que se encuentra en el Protoevangelio de Santiago. La fuerte presencia de esas tradiciones en la liturgia lleva con frecuencia a olvidar que ninguno de ellos ha sido incluido entre los Evangelios canónicos.[cita requerida]
Entre los textos apócrifos se cuentan numerosos Evangelios; entre ellos están los que llevan nombres de personajes famosos de la iglesia primitiva a los que se atribuyen estos escritos, como el Evangelio de Tomás, del cual se encontraron antiguas copias en copto, manuscritas por una comunidad de cristianos gnósticos; otros se titularon por el supuesto contenido de la obra (Evangelio de la Verdad), por su origen (evangelios atribuidos a Marción, a Cerinto) o por el grupo al que estuvieron destinados (Evangelio de los Hebreos, de los Griegos, etc.).
En el siglo XIX comenzaron a hacerse unos estudios a fondo sobre estos textos. Se hallaron escritos «apócrifos» desde el año 300 a. C. hasta el Nuevo testamento que proporcionaron a los investigadores una gran riqueza como fuentes históricas y posturas divergentes sobre temas como inmortalidad y resurrección y la creencia en ellos a través de los siglos, desde un punto de vista siempre escatológico.[cita requerida]

## Valoración de los evangelios apócrifos
Durante algún tiempo, varios de esos escritos fueron adoptados por comunidades o sectas del judaísmo o del cristianismo. Más aún, algunos de ellos dejaron su huella en textos, celebraciones litúrgicas y en la piedad popular.  Si bien muchos textos apócrifos permearon ciertos aspectos de la liturgia y de la piedad de los fieles cristianos, las Iglesias cristianas históricas tienden a considerar que los materiales apócrifos en general no aportan contenidos de relevancia para la fe de los creyentes. 
En una extensa carta a Laeta, quien le había consultado sobre la crianza de su hija Paula, Jerónimo da una serie de consejos; entre ellos, que la instruya en las Escrituras, sugiriendo el orden en que ha de leerlas, y añade:

Que [Paula] evite todos los escritos apócrifos y, si ella es llevada a leerlos no por la verdad de la doctrinas que contienen sino por respeto a los milagros contenidos en ellos, que ella entienda que no son escritos por aquellos a quienes son adjudicados, que muchos elementos defectuosos se han introducido en ellos y que requiere una discreción infinita buscar el oro en medio de la suciedad.
Jerónimo

## Evangelios
Entre los más de 50 descritos, pueden citarse:

### Evangelios gnósticos
- Evangelio de Tomás
- Evangelio de Marción
- Evangelio de María Magdalena
- Evangelio de Judas
- Evangelio apócrifo de Juan
- Evangelio de Valentín o Evangelio de la Verdad
- Evangelio griego de los egipcios

### Evangelios de la Natividad
- Protoevangelio de Santiago
- Evangelio del pseudo-Mateo
- Evangelio de la natividad de María
- Extractos del Liber de infantia Salvatoris (cód. Arundel 404 del British Museum)
- Evangelio Secreto de la Virgen María
- Otros apócrifos de la Natividad

### Evangelios de la Infancia
- Evangelios de la infancia de Tomás
- Evangelio árabe de la infancia
- Historia de José el carpintero
- Evangelio armenio de la infancia
- Liber de Infantia Salvatoris (ms. lat. 11867 de la Biblioteca Nacional de París)

### Evangelios de Pasión y Resurrección
- Evangelio de Pedro (fragm. de Akhmim)
- Evangelio de Nicodemo, también llamado Hechos de Pilatos (Acta Pilati) y Escritos complementarios
- Evangelio de Bartolomé
- Evangelio de Gamaliel

### Evangelios asuncionistas
- Libro de San Juan Evangelista (el Teólogo)
- Libro de Juan, arzobispo de Tesalónica
- Narración del Pseudo José de Arimatea

### Cartas del Señor
- Correspondencia entre Jesús y Abgaro
- Carta del domingo

### Otros
- Evangelio secreto de Marcos
- Evangelio cátaro del pseudo-Juan
- Evangelio de Bernabé
- Evangelio de Taciano
- Evangelio de los nazarenos
- Evangelio de Ammonio
- Evangelio de la Venganza del Salvador
- Evangelio de la muerte de Pilato
- Evangelio apócrifo de Galilea

### Manuscritos de Nag Hammadi
- Apócrifo de Santiago o Libro secreto de Santiago
- Apocalipsis de Pablo

### Evangelios perdidos
- Evangelio de los hebreos
- Evangelio de los ebionitas, también llamado Evangelio de los Doce
- Evangelio de los Egipcios
- Evangelio o Tradiciones de Matías
- Evangelio de Tomás
- Evangelio de Felipe
- Evangelio de Pedro
- Evangelio de los adversarios de la Ley y de los Profetas
- Memoria de los Apóstoles
- Tres clases de frutos de vida cristiana
- Evangelio de los cuatro rincones y quicios del mundo
- Evangelio de Apeles
- Nacimiento de María
- Evangelio de Judas Iscariote
- Evangelio de Eva
- Ascensión de Santiago
- Evangelio vivo
- Preguntas de María
- Evangelio de la Perfección
- Evangelio de Basílides
- Evangelio de Marción

### Fragmentos papiráceos
- Oxyrhynchus pap. 655
- Oxyrhynchus pap. 840
- Oxyrhynchus pap. 1081
- Berlin pap. 11710
- Fragmento evangélico de Fayum
- Fragmento de El Cairo n. 10735
- Logia de Oxyrhynchus
- Egerton pap. 2
- Fragmento P. Ryl. III, 463
- Fragmentos evangélicos coptos

### Agrapha
- Agrapha canónicos extraevangélicos
- Variantes de los manuscritos evangélicos
- Agrapha citados por los Padres
- Agrapha de origen musulmán

## Hechos apócrifos
Los Hechos de los Apóstoles fueron un género literario durante el cristianismo primitivo que contaba la historia del movimiento cristiano después de la Ascensión de Jesús a través de la vida y la obra de sus apóstoles, principalmente Pedro, Juan y Pablo, un converso.  
El texto titulado Hechos de los Apóstoles ahora se incluye en el canon bíblico y es la segunda parte de una obra cuya primera es el Evangelio según Lucas, ambos dedicados a Teófilo y en un estilo similar.
Entre los apócrifos, varios textos tratan de la vida posterior de los apóstoles, generalmente salpicada de eventos fuertemente sobrenaturales. Existe la tradición de que escribió una parte de ellos Leucius Charinus (conocido como Hechos Leucianos), un compañero del apóstol Juan. Los Hechos de Tomás y los Hechos de Pedro y los Doce también se consideran textos gnósticos. Aunque la mayoría de los textos se escribieron en el siglo II d. C., al menos dos, los Hechos de Bernabé y los Hechos de  Pedro y Pablo, pueden haberse escrito hasta el siglo V d. C.
- Hechos de Andrés
- Hechos de Andrés y Matías
- Hechos de Andrés y Bartolomé
- Hechos de Bernabé
- Hechos de Juan (150-160 d. C.) describe milagros, cita sermones y es bastante ascético.
- Hechos de Tomás
- Hechos de Pedro y los Doce
- Hechos de Pedro
- Hechos de Pablo
- Hechos de Pablo y Tecla
- Hechos de Felipe
- Hechos de Pedro y Andrés
- Hechos de Pedro y Pablo
- Actas de los mártires
- Martirio de Policarpo
- Hechos de Tadeo
- Hechos de Timoteo
- Actas de los santos Nereo y Aquileo
- La Pasión de las Santas Perpetua y Felicidad

## Apocalipsis apócrifos
Varias obras se estructuran en forma de visiones escatológicas y discuten el futuro, la vida después de la muerte o ambas:
- Apocalipsis de la Virgen
- Apocalipsis de Pablo, que es diferente del Apocalipsis copto de Pablo
- Apocalipsis de Pedro, que es diferente de la Apocalipsis gnóstico de Pedro, (c.e 150 DC) contiene visiones del Señor transfigurado.
- Apocalipsis del Pseudo-Metodio
- Apocalipsis de Tomás
- Apocalipsis de Esteban
- Consumación de Tomás
- Primer Apocalipsis de Santiago
- Segundo Apocalipsis de Santiago
- La venganza del salvador
- Visión de Pablo

## Traducciones al español
Hay varias traducciones al español de los llamados Evangelios apócrifos. Entre las completas pueden citarse Los Evangelios Apócrifos, por Edmundo González-Blanco, Madrid, 1934, 3 tomos, reimpresa en 2 tomos por Hyspamérica-Ediciones Argentina, 1985; es la versión más completa porque incluye textos que no se consideran hoy en día apócrifos; y la edición crítica bilingüe de Aurelio de Santos Otero, Los Evangelios Apócrifos, La Editorial Católica: Biblioteca de Autores Cristianos, 1956, reimpresa varias veces, la última en 2005. Hay muchas otras que no poseen nihil obstat ni imprimatur y otras parciales. Sumándolas todas, son las siguientes:
- Los Evangelios Apócrifos: Colección de textos griegos y latinos. Versión crítica, estudios introductorios, comentarios e ilustraciones por Aurelio de Santos Otero. Biblioteca de Autores Cristianos; t. 148. 1963. 10.ª ed. (rev. y corr.) Madrid, Biblioteca de Autores Cristianos, 1999.
- Evangelios apócrifos [recopilado por Joseph Carter]. Málaga, Sirio, D.L. 1996.
- Evangelios apócrifos. Barberà del Vallès (Barcelona), Humanitas, D.L. 1994.
- Los evangelios apócrifos: para esclarecer el Nuevo Testamento.Textos escogidos y presentados por Pierre Crépon; [traducido por M. García Viñó]. Madrid, Edaf, D.L. 1993.
- Evangelios Apócrifos, según la versión de Uriel Koss. Pedro Muñoz (Ciudad Real), Perea, D.L. 1990.
- Evangelios apócrifos, según la versión de Charles Michael..., P. Peeters. Barcelona, Edicomunicación, D.L. 1989.
- Evangelios apócrifos [traducción, Edmundo González-Blanco]. Barcelona, Hyspamérica, 1987.
- La cueva de los tesoros. Apócrifos cristianos. Edición de Pilar González Casado. Editorial Ciudad Nueva. Madrid, España. ISBN 84-9715-054-6
- Hechos apócrifos de los apóstoles. Edición de Antonio Piñero, Tomos I y II. Editorial Biblioteca de Autores Cristianos. Madrid, España. ISBN 84-7914-716-4 (Obra completa).
- Hechos de Andrés y Mateo en la ciudad de los antropófagos. Martirio del Apóstol San Mateo. Apócrifos Cristianos. Edición de Concepción García Lázaro y Gonzalo Aranda Pérez, Editorial Ciudad Nueva. Madrid, España. ISBN 84-9715-007-4.
- Biblioteca de Nag Hammadi. Volúmenes I, II, III. Textos Gnósticos. Edición de Antonio Piñero y colaboradores. Editorial Trotta. Madrid, España. ISBN 84-8164-163-4 (Obra completa).
- El evangelio de Judas. Textos Gnósticos. Edición de Francisco García Bazán. Editorial Trotta. Madrid, España. ISBN 84-8164-837-X
- Apócrifos árabes cristianos. Edición de Juan Pedro Monferrer Sala. Editorial Trotta. Madrid, España. ISBN 84-8164-541-9
- La dormición de la virgen. Cinco relatos árabes. Edición de Pilar González Casado. Editorial Trotta. Madrid, España. ISBN 84-8164-542-7